# Абрамова Ганна Абрамівна
Анна Абрамівна Абрамова (справжнє прізвище — Бруштейн; 1902, Конотоп (нині Сумська область) — ? (до 1972)) — сценаристка. Лауреат Сталінської премії першого ступеня (1950).

## Біографія
Анна Абрамівна Абрамова народилась 1902 року в місті Конотоп (нині Сумської області). Закінчила Вищі літературні курси.

## Фільмографія
- 1950 — Мусоргський (спільно з Г. Л. Рошалем)
- 1952 — Римський-Корсаков (спільно з Г. Л. Рошалем)
- 1953 — Алеко (спільно з Г. Л. Рошалем)
- 1959 — Хованщина

## Нагороди і премії
- Сталінська премія першого ступеня (1951) — за сценарій фільму «Мусоргський» (1950)